# Flitterwochen (film 1928)
Flitterwochen è un film muto del 1928 diretto da E.W. Emo.

## Produzione
Il film fu prodotto dalla Strauß-Film-Fabrikation und Verleih GmbH di Berlino.

## Distribuzione
Distribuito dalla Strauss Film, uscì nelle sale cinematografiche tedesche presentato a Berlino il 5 giugno 1928. In Portogallo, fu distribuito il 12 febbraio 1930 con il titolo Lua de Mel.